# Bogumił Labusz
Bogumił Labusz, niem. Gottlieb Labusch (ur. 24 sierpnia 1860 w Rumach, zm. 13 marca 1919 w Jezioranach) – działacz polski na Mazurach, członek Naczelnej Rady Ludowej (1918), rolnik ze wsi Hozębark (od 1948 Labuszewo).

## Życiorys
Jego pradziad był Francuzem (Labousche), który w XVII wieku uszedł z Francji i osiadł na Mazurach, gdzie rodzina uległa polonizacji. Był synem rolnika Jakuba (1820-1901). Kształcił się w niemieckiej szkole ludowej, następnie odbył służbę wojskową w armii pruskiej. Po zakończeniu służby zajął się pracą na roli w Hozębarku (powiat Szczytno). Zaangażował się także w działalność publiczną – był w gronie założycieli Mazurskiej Partii Ludowej (1896, w latach 1903–1914 pełnił funkcję jej prezesa) oraz czasopism „Gazeta Ludowa” i „Mazur”. W 1898 kierował Związkiem Wyborczym Mazurskiej Partii Ludowej i prowadził akcję na rzecz kandydującego do parlamentu niemieckiego Zenona Lewandowskiego. W 1903, 1908 i 1911 o miejsce w parlamencie Rzeszy ubiegał się (bez powodzenia) sam Bogumił Labusz. W 1910 zakładał Bank Ludowy w Szczytnie, wszedł do jego zarządu. Tworzył kółka rolnicze (jedno z nich prowadził w Hozębarku); zajmował się także biblioteką Towarzystw Ludowych, a w jego domu mieścił się skład wydawniczy serii „Czytelnia Mazurska Lewandowskiego”. W 1914 został na krótko uwięziony przez władze pruskie.
Biebersteina, jakoż Schmidta
Mazurowie zaniechajcie
Zagrzmijcie im – kwita, kwita
a Labusza wybierajcie

/anonimowy wiersz wyborczy z „Mazura”/
Od 1918 reprezentował Mazury w Naczelnej Radzie Ludowej i Sejmie Dzielnicowym w Poznaniu. Zmarł rok później w trakcie podróży ze szpitala w Królewcu do domu; został pochowany w Hozębarku, przemianowanym w 1948 na jego cześć na Labuszewo.
Z małżeństwa z Wilhelminą z Piętków (zmarłą przed wybuchem II wojny światowej) miał pięcioro dzieci, z których szczególną aktywnością w działalności społecznej wyróżnili się syn Bogumił i córka Emilia. Jego prawnuczką jest Urszula Pasławska (posłanka na Sejm RP, wiceprezes PSL, w latach 2012–2015 wiceminister skarbu państwa, wcześniej wicemarszałek województwa warmińsko-mazurskiego).